# Krokisiusberg
Der Krokisiusberg ist ein 472 m hoher Berg auf Südgeorgien. Er ragt 1 km nordöstlich des Moltke-Hafens auf.
Die Benennung nahmen Teilnehmer der Südpolarexpedition der Deutschen Polarkommission (1882–1883) unter der Leitung Carl Schraders im Zuge des Ersten Internationalen Polarjahres vor. Namensgeber ist Korvettenkapitän Ferdinand Krokisius (1842–1908), Schiffsführer der Marie, eines der beiden Schiffe der Forschungsreise.